# Brouy
Brouy ist eine französische Gemeinde mit 129 Einwohnern (Stand: 1. Januar 2022) im Département Essonne in der Region Île-de-France; sie gehört zum Arrondissement Étampes und zum Kanton Étampes. Die Einwohner werden Brogaçois genannt.

## Geographie
Brouy liegt etwa 60 Kilometer südlich von Paris. Die Gemeinde liegt im Regionalen Naturpark Gâtinais français. Umgeben wird Brouy von den Nachbargemeinden Mespuits im Nordwesten und Norden, Champmotteux im Norden und Nordosten, Le Malesherbois im Osten und Süden sowie Blandy im Westen.

## Bevölkerungsentwicklung
| Jahr                       | 1962 | 1968 | 1975 | 1982 | 1990 | 1999 | 2006 | 2019 |
| Einwohner                  | 135  | 110  | 104  | 107  | 116  | 112  | 121  | 128  |
| Quellen: Cassini und INSEE |      |      |      |      |      |      |      |      |

## Sehenswürdigkeiten

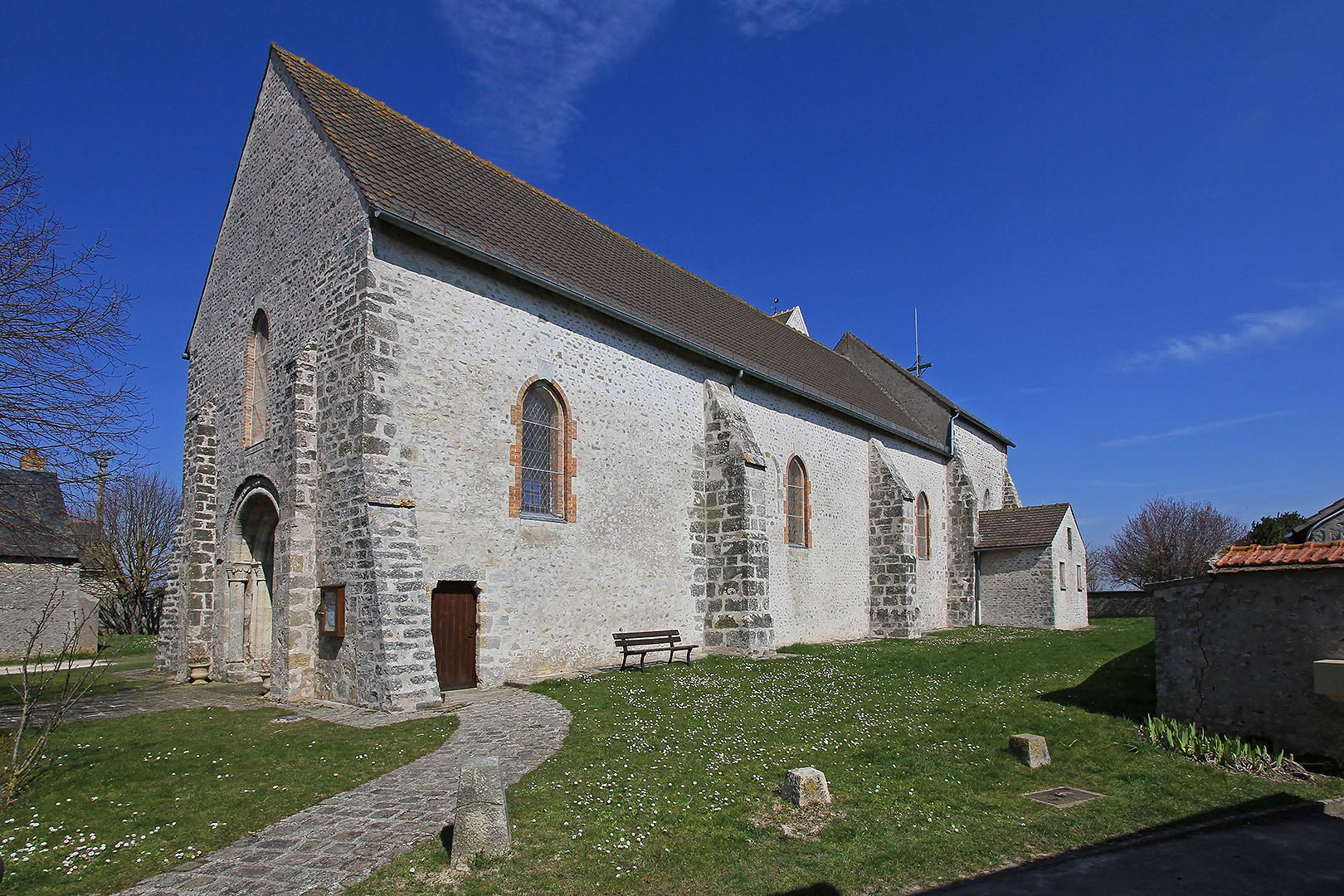
Kirche Saint-Pierre-et-Saint-Paul

- Kirche Saint-Pierre-et-Saint-Paul